# Сан Донато (Пиза)
Сан Донато (итал. San Donato) је насеље у Италији у округу Пиза, региону Тоскана.
Према процени из 2011. у насељу је живело 1827 становника. Насеље се налази на надморској висини од 24 м.